# Melitta Bogensberger
Melitta Bogensberger (ur. w 1935) – austriacka lekkoatletka, biegaczka długodystansowa.
Pierwsza rekordzistka Austrii w maratonie (3:53:15 w 1971).